# Condor (entreprise de mécanique)
Pour les articles homonymes, voir Condor.
 (janvier 2013).
Si vous disposez d'ouvrages ou d'articles de référence ou si vous connaissez des sites web de qualité traitant du thème abordé ici, merci de compléter l'article en donnant les références utiles à sa vérifiabilité et en les liant à la section « Notes et références ».

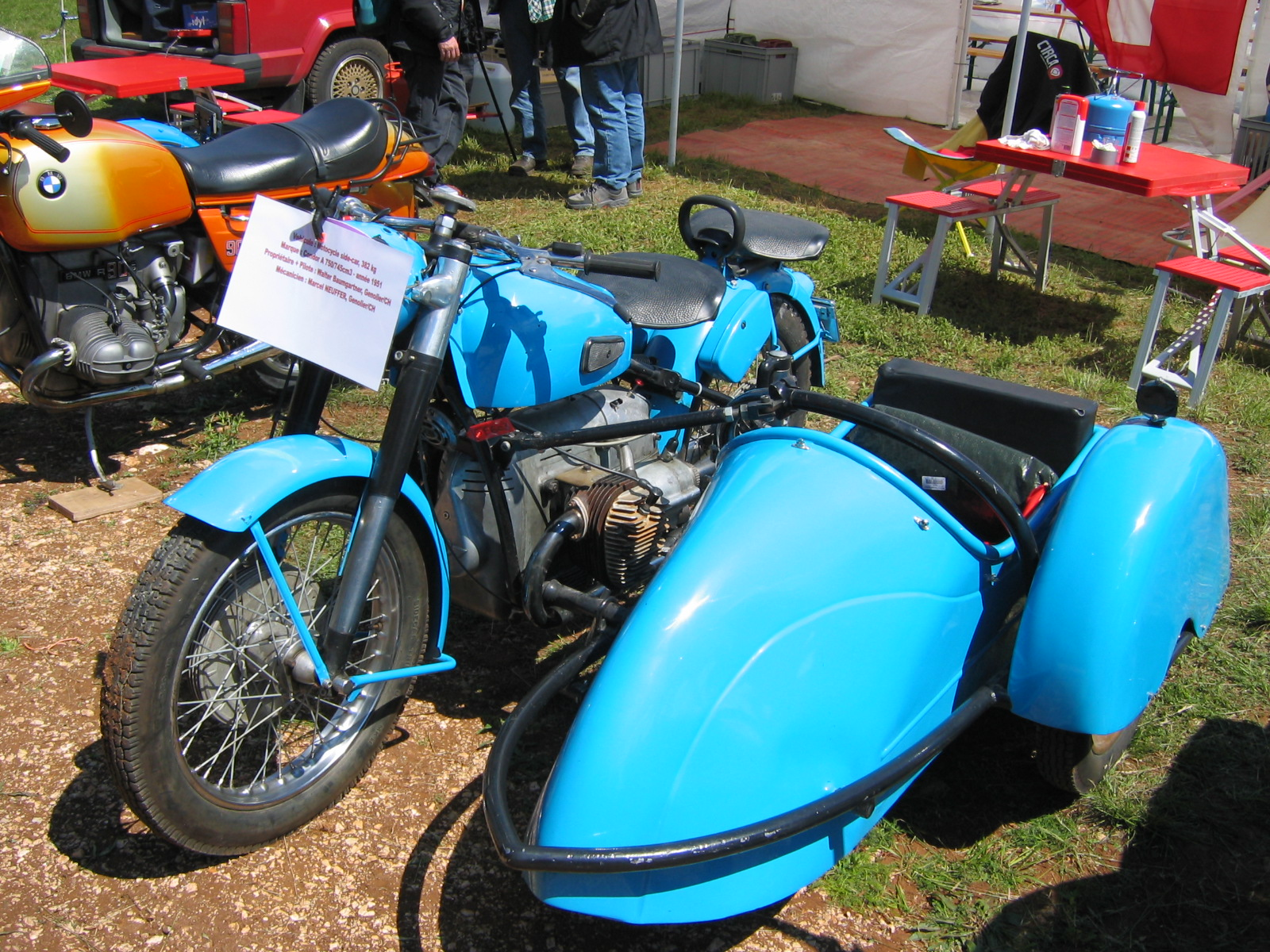
Les modèlesavec Side car ont été fabriqués uniquement pour l'armée à 213 exemplaires avant 1950 le modèle en photo est muni d'une fourche télescopique les 750 cm3 avaient une fourche comme les Zundapps

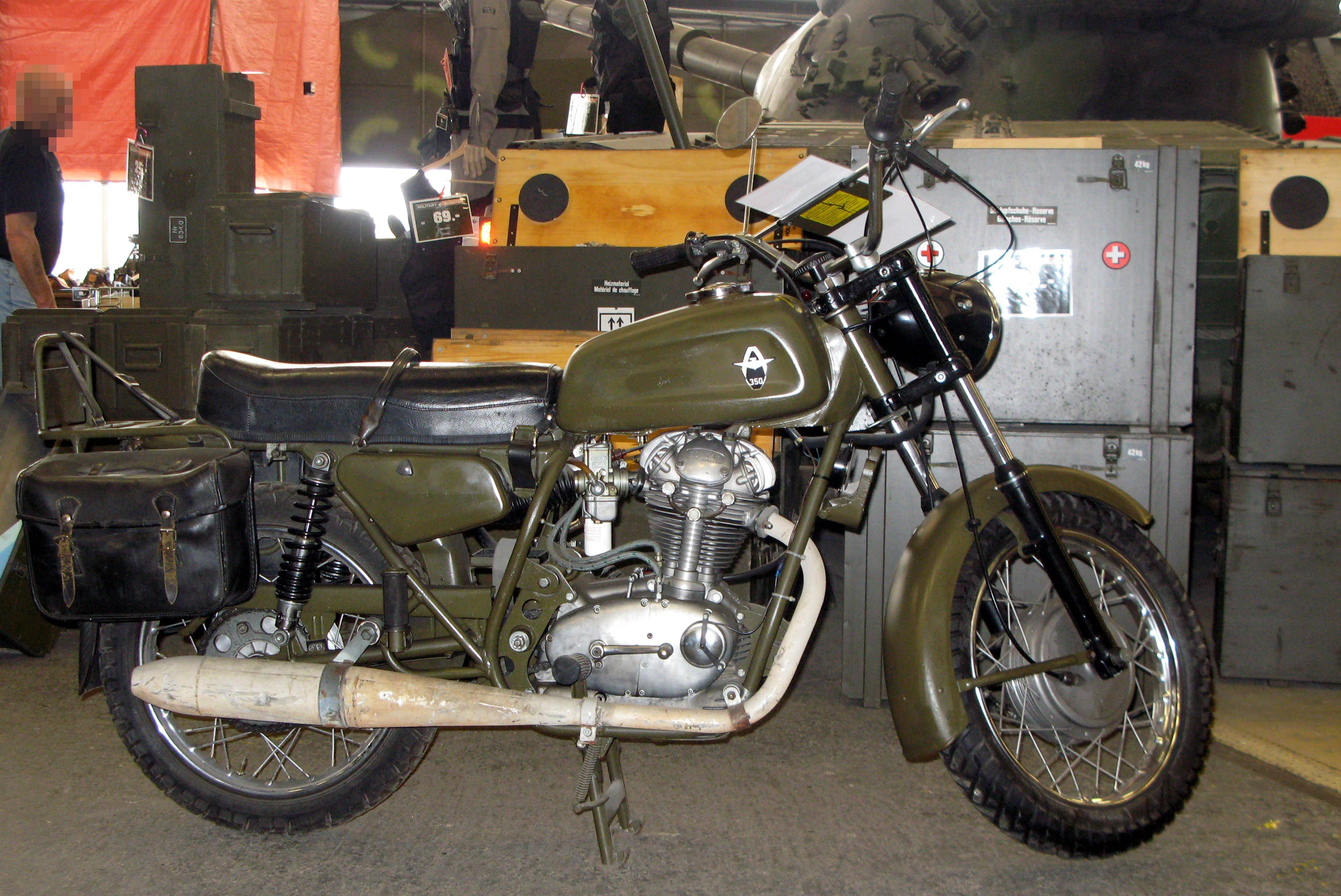
Ancienne Moto Condor A350 de l'Armée suisse

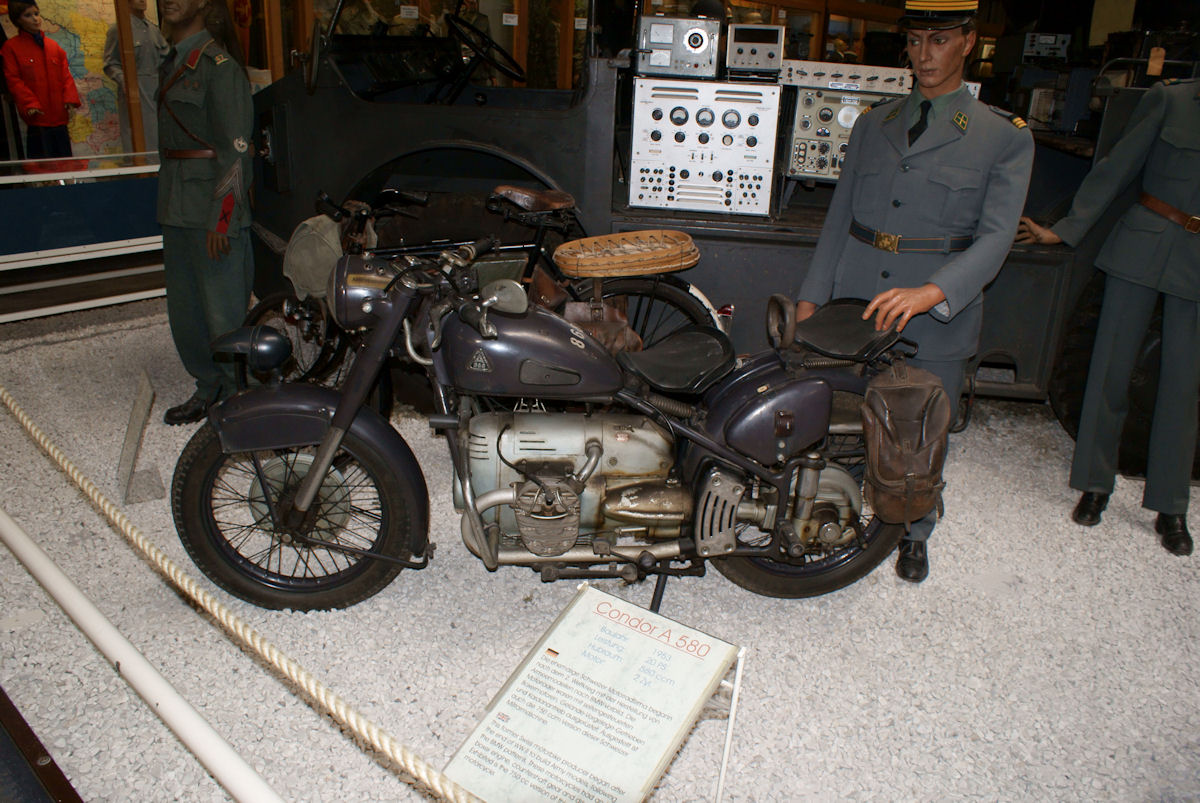
Ancienne Moto Condor A580 de l'Armée suisse

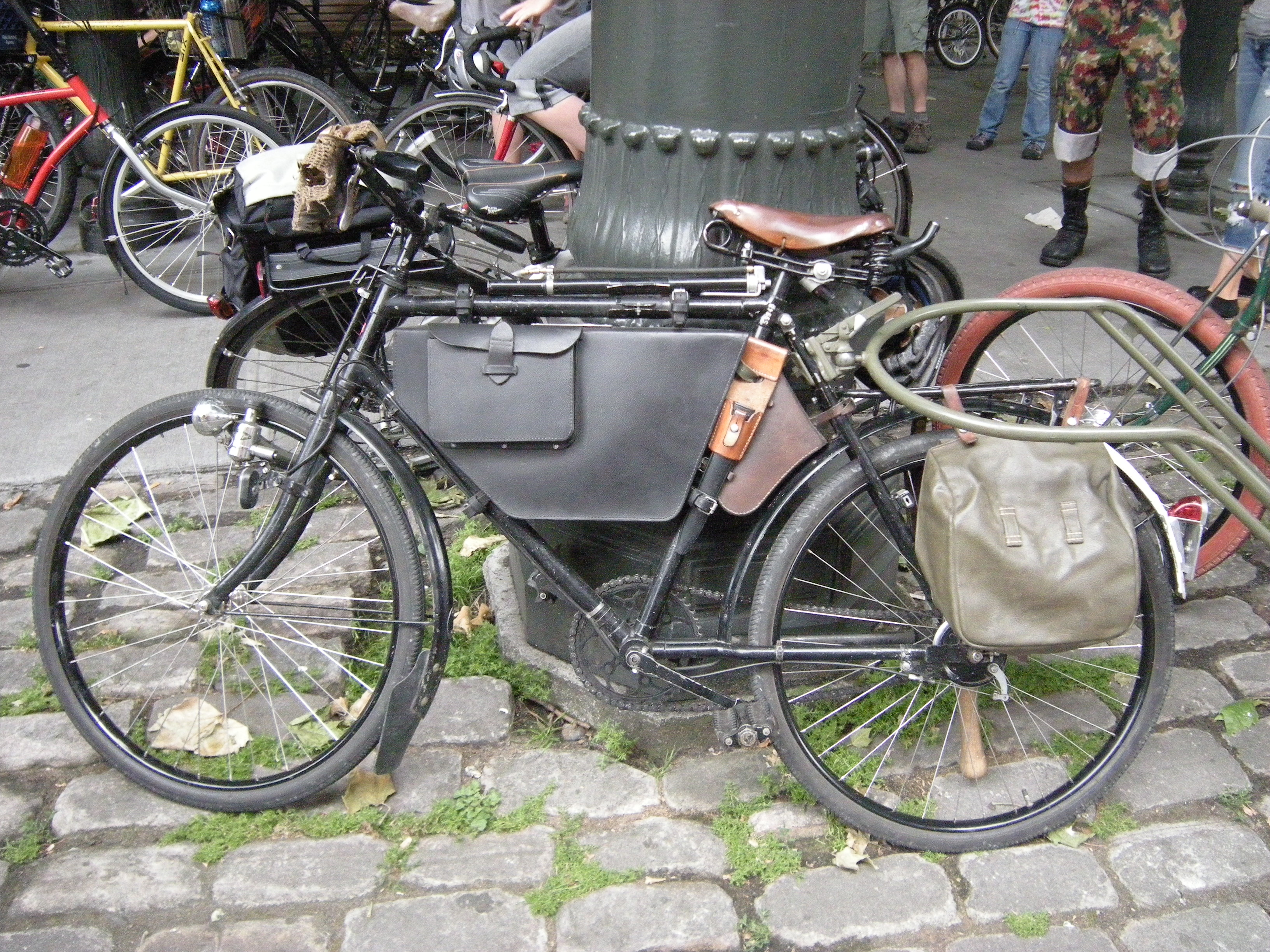
Vélo de l'Armée suisse "Vélo d'ordonnance 05", également fabriqué par Condor

Condor est une entreprise de cycles, motocycles et construction mécanique à Courfaivre, Suisse. L'entreprise a cessé la fabrication de bicyclettes à la fin des années 1990. Pour les cycles, il s'inscrit dans une lignée de classiques du vélo suisse avec d'autres marques comme Allegro (vélo), Cilo, Cosmos (entreprise), Mondia, Tigra (vélo), Villiger.

## Histoire
Fondée en 1891 par Victor Donzelot et Edouard Scheffer, fabricants franc-comtois d'horlogerie, l'usine produit d'abord des pièces d'horlogerie et, dès 1893, elle fabrique des bicyclettes sous la marque Scheffer Frères. En 1896, l'affaire est transformée en SA et prend le nom de Condor SA. L'entreprise fabrique des motocyclettes dès 1901. Dans les années septante, l'entreprise devient l'importateur des motocyclettes Ducati. Après la Seconde Guerre mondiale, l'entreprise devient aussi l'importateur des vélomoteurs Puch. À la fin des années 1990, l'entreprise abandonne la fabrication des bicyclettes et l'importation de motocyclettes pour se concentrer sur la mécanique.
Condor a livré des bicyclettes à l'Armée suisse dès 1904 (vélo d'ordonnance 05 et vélo 93 (de)) et, plus tard, des motocyclettes. Elle a, notamment, livré les fameuses motocyclettes A580 (de), A750 et A250 (jusqu'en 1969), puis les A350 avec moteur Ducati (dès 1971).
La Condor A350 (en) était un montage hétéroclite, le bras oscillant était monté sur silentbloc dans le bloc moteur, bloc monté lui aussi sur silentbloc dans le cadre, rendant la tenue de route dangereuse. Les freins avant et arrière étaient à tambour et le témoin de freinage était commandé uniquement par le frein arrière. Le moteur Ducati de 350 cm3 avait été dégonflé pour n'offrir qu'une dizaine de chevaux et la moto était équipée d'un pneu ligné à l'avant et d'un cross à l'arrière.
En 1900, l'entreprise occupe 17 ouvriers, près de 300 en 1950, 128 en 1975 et 60 en 2000.

## Histoire récente
À la fin des années 1990, l'entreprise a cessé la production de bicyclettes. Elle a accordé une licence à un autre fabricant pour qu'il utilise la marque, mais ce dernier fabricant a, à son tour, renoncé à fabriquer des bicyclettes sous la marque Condor.
En décembre 2005, l'entreprise a été reprise par Fast Aero Space Technologies. Puis reprise par des actionnaires russes en 2007. Fast Aero Space Technologies fait partie du groupe Dassault Aviation et elle a repris Condor avec l'espoir de pouvoir proposer des commandes compensatoires lors de l'achat du nouvel avion militaire de l'Armée suisse. Lorsque Dassault Aviation s'est rendu compte que l'achat d'un avion militaire par l'armée suisse était reporté, elle a abandonné Condor. Dès lors l'entreprise a été bradée, ainsi une partie des machines et des matières premières ont été cédés à bon marché à des entreprises régionales.
Depuis l'été 2010 au printemps 2011, l'entreprise a licencié la quasi-totalité du personnel. L'entreprise reste une coquille vide.

## Sport
L'entreprise a très tôt utilisé les courses cyclistes et motocyclistes pour assurer sa promotion. Dans l'après-guerre, ses cyclistes se livraient des duels avec ceux de la marque Cilo.